# نظام دادگستری
قوه قضائیه یا دستگاه دادگستری (به انگلیسی: Judiciary) که به نام‌های عدلیه یا عدالتخانه نیز خوانده می‌شده، نام سیستم یا نهادی است که بخش‌های مختلفی از جمله دادگاه‌ها و قضات را دارا می‌باشد و به وظایفی از قبیل رسیدگی به شکایت‌ها (دعاوی) می‌پردازد. نظام دادگستری سیستم دادگاه‌ها است که اختلافات حقوقی را قضاوت می‌کند و در پرونده‌های حقوقی، قانون را تفسیر، دفاع و اعمال می‌کند. این سیستم شامل آیین دادرسی کیفری و آیین دادرسی مدنی نیز هست.

## نظام قضایی در چارچوب تفکیک قوا
تفکیک قوا، همیشه وجود نداشته و به صورت امروزی مطرح نبوده و لزوم آن فرض نمی‌شده بلکه ایده‌ای مدرن است که بازدیسی (رِفرم) امروزی‌اش معمولاً به مونتسکیو منتسب می‌شود.
در دکترین تفکیک قوا، نظام قضایی به صورت مستقل و غیرسیاسی تعریف می‌شود و وظیفهٔ آن تشکیل و نظارت بر نظام قضایی کشور و تعبیر و تفسیر قوانین آن کشور است. همچنین نظارت بر اجرای قوانین و در برخی کشورها نظارت بر انتخابات و حل اختلاف بین قوهٔ مجریه یا دستگاه اجرایی و قوهٔ مقننه نیز از وظایف این نهاد است.

## نظام دادگستری در ایران

### تاریخ نظام دادگستری در ایران
از آنجا که تفکیک قوا، همیشه وجود نداشته و ایده ای مدرن است، تاریخ نظام دادگستری به پیش از استقلال آن به عنوان یک قوهٔ از سه قوه برمی‌گردد. تاریخ دادگستری ایران باید به چند مرحله تفکیک شود:

#### پیش از اسلام
در مورد هخامنشیان، شواهدی در نوشته‌های نویسندگان یونانی از قبیل هرودوت و گزنفون وجود دارد. شاهان هم به داوری مشغول بودند؛ مثلاً داریوش اول هخامنشی، روزی را برای داوری تعیین کرده بود. داریوش قانون خود را از خدا می‌دانست. در کتیبه‌های هخامنشی تا سلوکی، واژهٔ دات برای قانون به کار رفته‌است. در زمان هخامنشی، قوانین به صورت سخت و بدون ملاحظه انجام می‌شده‌است. شورایی به نام داوران شاهی وجود داشته‌است.
از وضع دادرسی و قضاوت و قوانین دوران اشکانی اسناد زیادی در دست نیست. اندک اطلاعاتی که در مورد اشکانیان در دست است، شامل قوانینی در مورد طلاق است. همچنین در مورد جنایاتی که در خانواده‌ها انجام می‌شده، (که باید توسط خانواده حل و فصل می‌شده‌است).
قوانین حقوقی در عهد ساسانی، بر مبنای کتاب دینی اوستا، و تفسیرهای آن، و فتواها بوده‌است. در دعاوی حقوقی، رای موبد موبدان، راسخ و قطعی، و فتوای او غیرقابل نقض بوده‌است. گاهی هیئت منصفه ای از قضات مختلف تشکیل می‌شده‌است. در زمان ساسانیان، قدرت قضاوت بیشتر در دست روحانیون بود. در راس هر دادگاه یک قاضی روحانی قرار داشت. در زمان ساسانیان جنایات به سه نوع تقسیم می‌شد: اول، جنایات به خدا (جزای از دین برگشتگان اعدام بود)، دوم، جنایات علیه امنیت کشور، شاه و جنایات سیاسی، و سوم، جنایت نسبت به یکدیگر (هتک ناموس، دزدی، قتل، و غیره) برای رسیدگی به جرم‌های پیروان سایر دین‌ها (مثلا مسیحیان) انجمن‌هایی (و اشخاصی) جدا از دادگاه‌های عادی بود که موبدی در آنها عضو بوده‌است. امیانوس مارسلینوس تاریخ‌نگار رومی می‌گوید «ایرانیان از قانون بسیار می‌ترسند، به‌خصوص فراریان از خدمت نظام».

#### نهضت عدالتخواهی ایران
تأسیس عدالتخانه از درخواست‌های محوری جنبش مشروطه بود.
نهضت عدالتخواهی ایران در زمان قاجار ارتباط تنگاتنگی با نهضت مشروطه دارد و معمولاً بخشی از آن محسوب می‌شود. اما در جای خود احتیاج به بررسی دارد. در این مورد به بخش مربوط به آن در  جنبش مشروطه ایران مراجعه شود.

#### دادگستری مدرن در ایران
در دوران مدرن بعد از مشروطه، دادگستری مدرن در ایران توسط افرادی همچون حسن پیرنیا (مشیرالدوله)، تیمورتاش و نهایتاً علی اکبر داور پایه‌گذاری شد. از این افراد به عنوان پایه‌گذاران آیین دادرسی کیفری و مدنی ایران نام برده می‌شود. با تشکیل سلسله پهلوی و به پادشاهی رسیدن رضاشاه ایران در مسیر نوینی قرار گرفت. شخص مورد نظر رضاشاه برای گسترش دادگستری علی‌اکبر داور بود. او در روز ۲۰ بهمن ۱۳۰۵، کلیه تشکیلات قضایی تهران را منحل کرد. وی پس از آن در اسفند ۱۳۰۵ با صدور تلگرافی که به سراسر کشور ابلاغ کرد، تشکیلات قضایی ایالات و ولایات را منحل و سعی کرد بستر را برای ایجاد یک نظام دادگستری جدید فراهم کند. در حقیقت او نخست نظام سنتی قضایی را منحل کرد و سپس با کمک مجلس شورای ملی، که به وی اختیارات ویژه‌ای در این زمینه داد، پایه عرفی کردن نظام قضایی ایران را گذاشت. بدین‌ترتیب نظام دادگستری نوین جای نظام عدلیه گذشته را گرفت. داور در مجلس گفت: می‌خواهیم یک نظام عدلیه عادلانه و مبتنی بر واقعیت روز تأسیس کنیم.

#### دوران جمهوری اسلامی
به پیوند قوه قضائیه جمهوری اسلامی ایران و وزارت دادگستری جمهوری اسلامی ایران مراجعه شود.

## سیستم‌های قضایی
تنوع و گوناگونی زیادی در مورد سیستم‌های قضایی مختلف جهان وجود دارد. علت آن است که هر سیستم حقوقی، نظام قضایی و دادگستری متفاوت خود را دارد. (به بخش «کارکردهای قضایی در سیستم‌های حقوقی مختلف»، در پیوند انگلیسی Judicary مراجعه شود.) این تفاوت‌ها از جنبه‌های مختلف هستند، از قبیل چند مورد زیر:
- تفکیک قوا
- سیستم هیئت منصفه
- سیستم شاه-قاضی